# Maschinenfabrik A. W. Mackensen

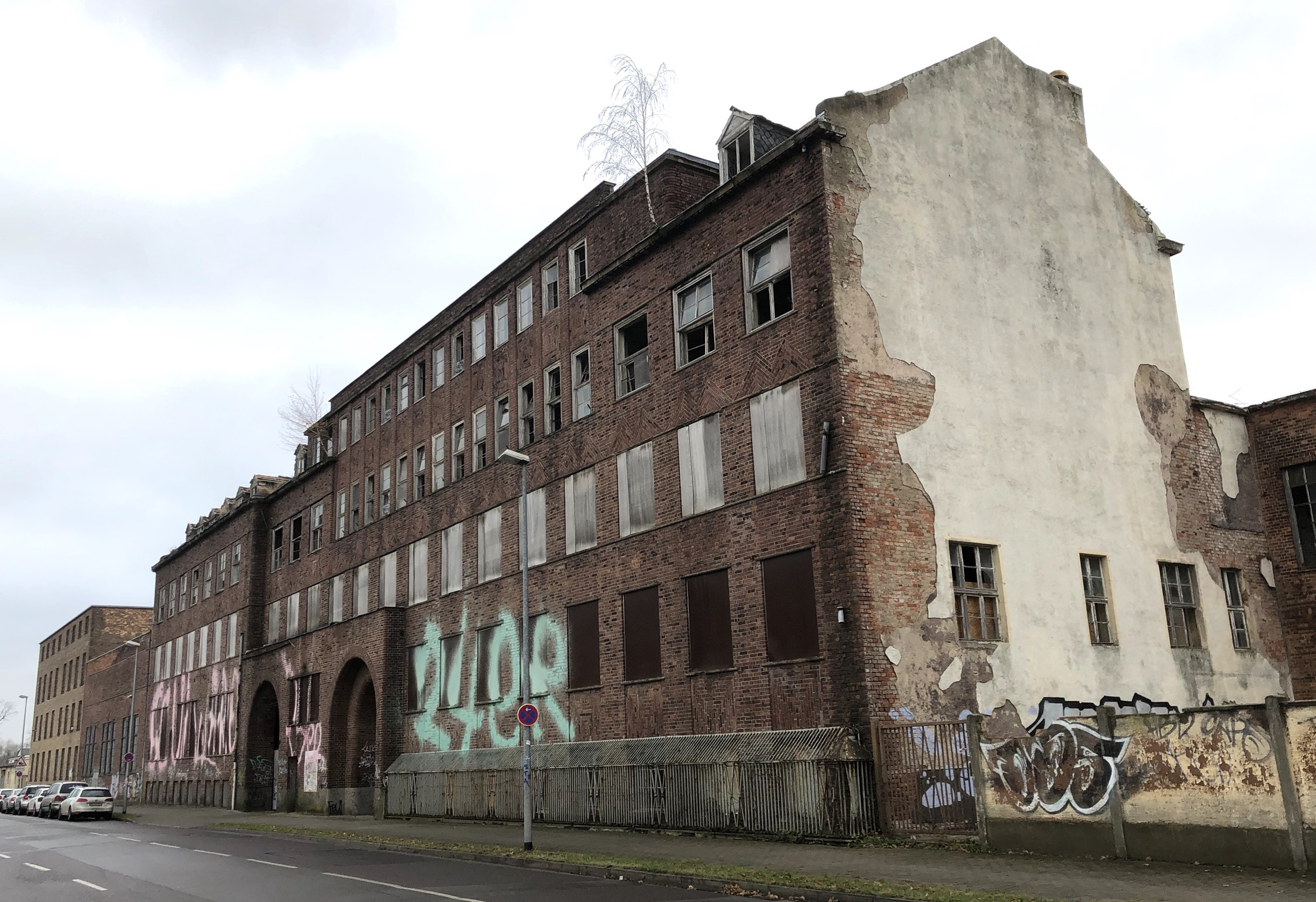
Gebäude im Klosterkamp 1, Blick von Nordwesten 2020

Die Maschinenfabrik A. W. Mackensen war eine Maschinenfabrik in Magdeburg in Sachsen-Anhalt. Teile der erhalten Betriebsgebäude stehen unter Denkmalschutz.

## Lage
Die Fabrikanlage befindet sich im Stadtteil Magdeburg-Industriehafen, auf der Südseite der Straße Klosterkamp an der Adresse Klosterkamp 1. Westlich des Geländes verläuft die Saalestraße, östlich der Nonnenwerder.

## Geschichte

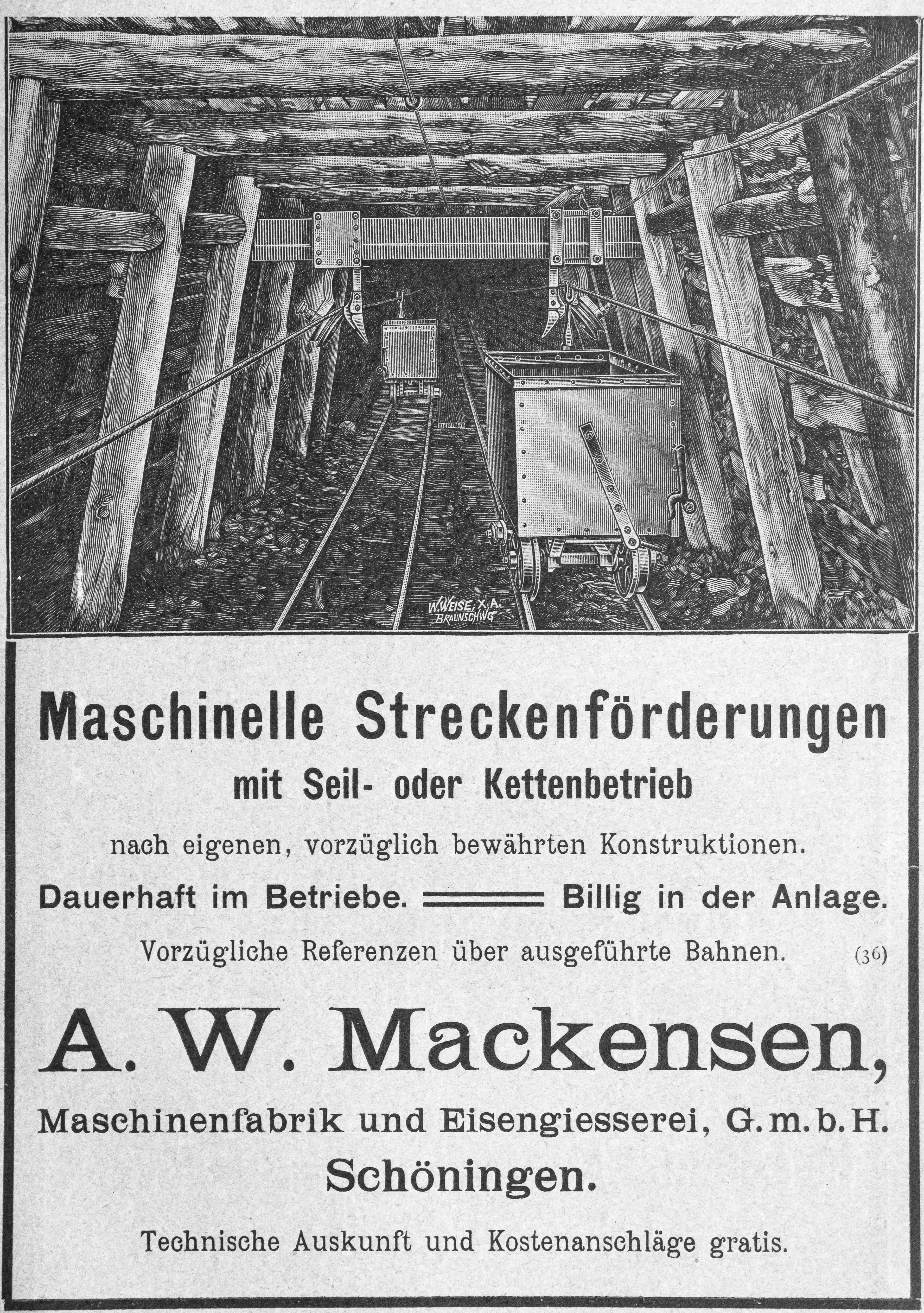
Illustrierte Werbeanzeige für „Maschinelle Streckenförderungen“ durch Bahnen von „A. W. Mackensen, Maschinenfabrik und Eisengiesserei, G.m.b.H. Schöningen“
1906, signiert W. Weise, X.A., Braunschwg

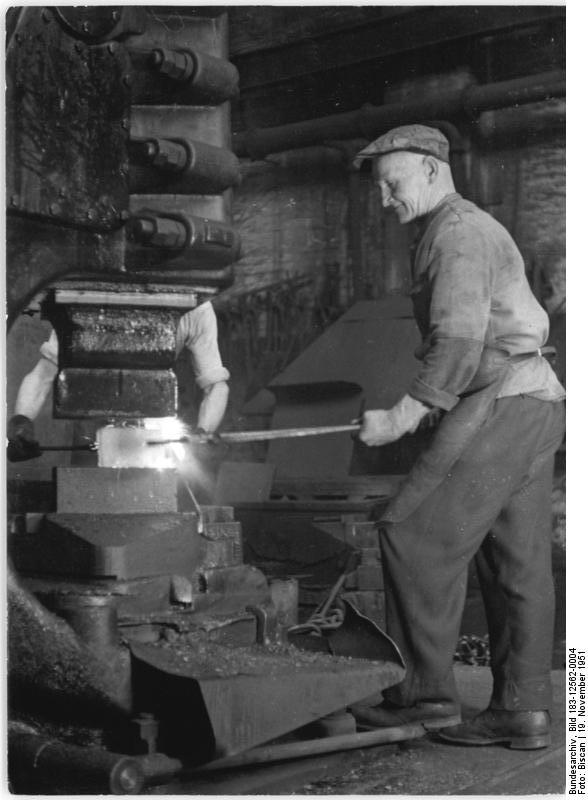
Arbeiter Karl Appel am Schmiedehammer, 1951

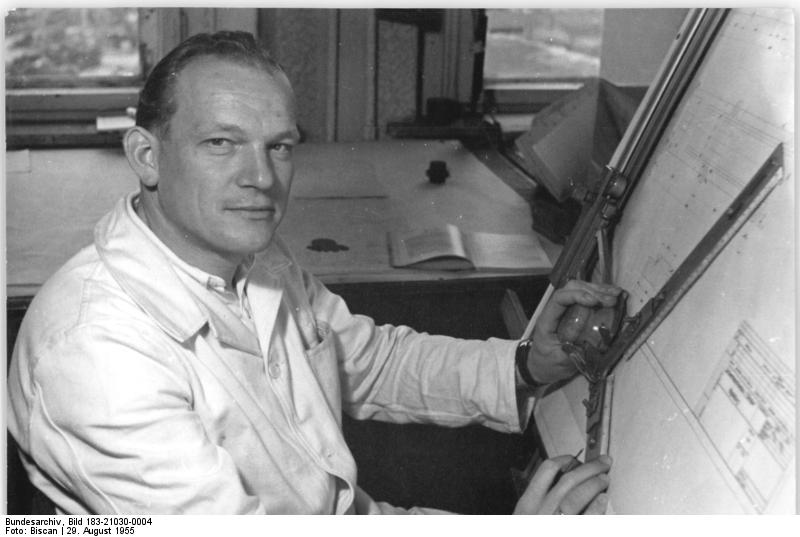
Ingenieur Walter Salac im VEB Schwermaschinenbau „7.Oktober“, 1955

Im Jahr 1854 begann der Schmiedemeister Meinberg in Schöningen mit der Produktion von landwirtschaftlichen Maschinen. Es wurde eine Dampfmaschine des Herstellers Eisenwerk Carlshütte betrieben. Bereits einige Jahre später wurde das Unternehmen erweitert und eine Eisengießerei errichtet. An der Hötensleber Straße in Schöningen entstand ein neues Fabrikationsgebäude. Die Geschäftstätigkeit wurde in den 1860er und 1870er Jahren auf die Zuckerindustrie und den Braunkohlebergbau ausgedehnt. Das Unternehmen firmierte als Meynberg & Günther und wurde 1876 von A. W. Mackensen übernommen. Mackensen war in den Bau von Förderanlagen eingestiegen. Am 16. Juli 1898 erfolgte die Umwandlung in eine GmbH. Die technische Leitung oblag dem Magdeburger Ingenieur R. Elste, der seit 1884 im Unternehmen beschäftigt war, die kaufmännische Führung Otto Gotsche. 1916 siedelte das Unternehmen, da die Platzkapazitäten in Schöningen nicht mehr ausreichten, mit der kompletten Verwaltung und einem Teil der Produktion nach Magdeburg über. Produziert wurden vor allem Förderanlagen für die Rohstoffindustrie. Es entstanden für den heimischen und internationalen Markt Bandförderer, Becherwerke, Elevatoren, Schnecken und Stapeleinrichtungen aber auch Eisenbahnrangieranlagen. Die Produktion wurde auf Fern- und Großförderer ausgedehnt, so dass auch Drahtseilbahnen, Ketten- und Seilförderungen gebaut wurden. Außerdem entstand weiterhin für die Zuckerindustrie die Schöninger Schnitzelpresse. In den 1920er Jahren begann man mit der Produktion von Einrichtungen für Schlachthöfe.
Nach dem Zweiten Weltkrieg erfolgte die Umwandlung des Betriebs in eine Sowjetische Aktiengesellschaft. Als Kulturhaus des Werks entstand, in gemeinsamer Nutzung mit anderen Betrieben, 1950/1951 das AMO Kultur- und Kongreßhaus südlich der Magdeburger Altstadt. Ab 1954 wurde der Betrieb als VEB Schwermaschinenbau 7. Oktober geführt. Die Benennung als 7. Oktober bezog sich auf den Tag der Republik, den Nationalfeiertag der DDR. Im Jahr 1959 erfolgte die Fusion mit dem in Magdeburg-Sudenburg ansässigen VEB Förderanlagenbau Magdeburg zum FAM Förderanlagen 7. Oktober Magdeburg, der nach einer Umfirmierung noch heute (Stand 2020) in Sudenburg besteht.
Archivgut des Unternehmens befindet sich im Landesarchiv Sachsen-Anhalt. Dort sind 1,1 Laufmeter mit Bestände zwischen 1896 und 1958 verwahrt.

## Fabrikanlage Klosterkamp

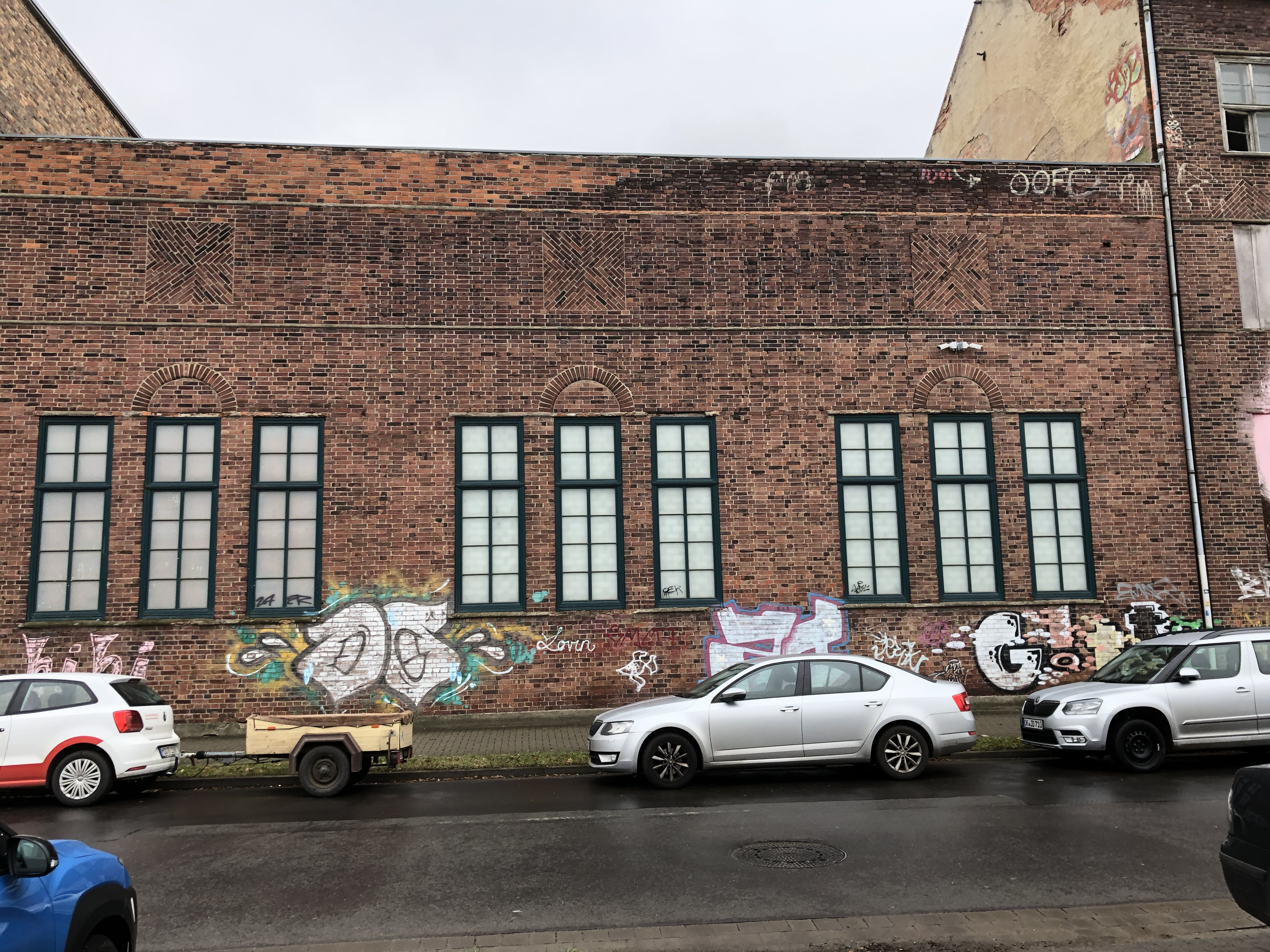
Nördliche Fassadenfront der Gießerei

Die Pläne für die neue Fabrikanlage stammen von Edmund Körner. Der Bau des Verwaltungs- und Sozialgebäudes wurde nach dem Ersten Weltkrieg fertig gestellt. Insgesamt erfolgte die Bauarbeiten bis in die 1920er Jahre hinein. Die Gießerei wurde 1922 fertiggestellt. Andere Angaben nennen als Baujahr des Komplexes das Jahr 1926. Nach Norden zur Straße Klosterkamp hin entstand eine abgeschlossene monumental wirkende dreieinhalbgeschossiges Gebäudefront aus roten Klinkern. Die 59 Meter lange Klinkerfassade ist glatt mit Tekturen ausgeführt, die Fenster schließen ebenmäßig zur Fassade ab. Im Mauerwerk finden sich geometrische Muster. Die Achsenzahl variiert von Etage zu Etage zwischen 21, 24 und 26. In diesem Komplex befanden sich die Gießerei sowie Sozial- und Verwaltungstrakte. Das Sockelgeschoss ist höher ausgeführt, in Teilen der Front besteht eine Mansarde. Die Gesimse sind zierlich ausgeführt. Der Fabrikkomplex war modern ausgeführt und verzichtete auf Dekorationen. Am nach Westen weisenden Giebel befand sich eine große Abbildung des Firmenlogos der Maschinenfabrik A. W. Mackensen.
Der linke, östliche Gebäudeflügel rückt etwas aus der Gebäudeflucht hervor, gleiches gilt für die beiden großen rundbogigen Eingänge, von denen einer eine Durchfahrt bildet. Während im linken Teil Aufenthaltsräume und die Kantine untergebracht waren, befanden sich im rechten Trakt das Direktorium und die Räume für Ingenieure und Zeichner. Die Aufgabentrennung der Seiten spiegelt sich in der Gebäudegestaltung wider. Links schließt sich die Stirnseite des auf rechteckigem Grundriss errichteten Gießereikomplexes an. Zum Hof hin befindet sich eine Langseite mit Fensterbändern in beiden Geschossen.
An der Westseite des Fabrikkomplexes befindet sich etwas zurückgesetzt ein Hallenanlage. Deren nördlicher Teil verfügt über ein vierschiffiges Sheddach und diente als Dreherei. Südlich schließt sich ein aus genieteten Fachwerkbindern errichteter Teil an. Er verfügt über ein sich durchziehendes Oberlicht und enthielt die Schlosserei.
Eine weitere Halle für Schlosserei und Schmiede befindet sich unmittelbar südlich des Sozialtrakts, westlich angrenzend an die Gießerei. Auch diese Halle wurde aus genieteten Fachwerkbindern errichtet. Zum Hof hin entstand ein Magazinbau. Zum Hof hin ausgerichtet waren die Meisterbüros der Werkstattleiter.
Auf der Südseite des Fabrikkomplexes wird das Areal von einer langgestreckten Produktionshalle eingenommen. Sie entstand ab 1928 und wurde in den 1950er Jahren verlängert.
Im örtlichen Denkmalverzeichnis ist die Fabrik unter der Erfassungsnummer 094 06273 als Baudenkmal verzeichnet. Die Fabrikanlage gilt als eines der bedeutendsten Industriedenkmale Sachsen-Anhalts.
Heute (Stand 2020) werden Teile der Anlage von der Rasch-Reinigungs- und Dienstleistungs GmbH genutzt.

## Persönlichkeiten
Der spätere Magdeburger Oberbürgermeister Werner Herzig absolvierte im Unternehmen eine Lehre als Industriekaufmann und war von 1950 bis 1953 als Kulturdirektor tätig.